# Campeonato Mineiro Módulo II 2018
In 2018 werd het 25ste Campeonato Mineiro Módulo II gespeeld voor voetbalclubs uit de Braziliaanse staat Minas Gerais. De competitie werd gespeeld van 17 februari tot 5 mei  en werd georganiseerd door de FMF. Guarani werd kampioen.

## Eerste fase
| Plaats | Club                     | Wed. | W | G | V | Saldo | Ptn. |
| ------ | ------------------------ | ---- | - | - | - | ----- | ---- |
| 1.     | Guarani                  | 11   | 7 | 2 | 2 | 20:9  | 23   |
| 2.     | América de Teófilo Otoni | 11   | 6 | 2 | 3 | 15:12 | 20   |
| 3.     | Tupynambás               | 11   | 6 | 1 | 4 | 20:19 | 19   |
| 4.     | Uberaba                  | 11   | 5 | 4 | 2 | 15:9  | 19   |
| 5.     | Betinense                | 11   | 5 | 3 | 3 | 17:13 | 18   |
| 6.     | Tricordiano              | 11   | 5 | 2 | 4 | 17:15 | 17   |
| 7.     | Democrata-SL             | 11   | 4 | 3 | 4 | 12:16 | 15   |
| 8.     | Nacional de Muriaé       | 11   | 4 | 1 | 6 | 17:17 | 13   |
| 9.     | Ipatinga                 | 11   | 3 | 4 | 4 | 11:13 | 13   |
| 10.    | CAP Uberlândia           | 11   | 3 | 3 | 5 | 7:10  | 12   |
| 11.    | Mamoré                   | 11   | 2 | 3 | 6 | 9:15  | 9    |
| 12.    | Social                   | 11   | 1 | 2 | 8 | 10:22 | 5    |

|  | Gekwalificeerd voor tweede fase    |
|  | Degradatie naar de Segunda Divisão |

## Tweede fase
In geval van gelijkspel gaat de club met het beste resultaat in de eerste fase door. 
|  | halve finale             | halve finale | halve finale | halve finale |  |            | finale | finale | finale | finale |
|  |                          |              |              |              |  |            |        |        |        |        |
|  |                          |              |              |              |  |            |        |        |        |        |
|  | Uberaba                  | 0            | 1            | 1            |  |            |        |        |        |        |
|  | Guarani                  | 1            | 0            | 1            |  |            |        |        |        |        |
|  |                          |              |              |              |  | Guarani    | 1      | 1      | 2      |        |
|  |                          |              |              |              |  | Tupynambás | 0      | 1      | 1      |        |
|  | Tupynambás               | 0            | 2            | 2            |  |            |        |        |        |        |
|  | América de Teófilo Otoni | 0            | 1            | 1            |  |            |        |        |        |        |

### Kampioen
| Campeonato Mineiro de 2018 - Módulo II |
| -------------------------------------- |
| GUARANI 3º Titel                       |

## Topschutters
| Speler            | Speler        | Goals | Club               |
| ----------------- | ------------- | ----- | ------------------ |
| Vlag van Brazilië | Bruno Mineiro | 7     | Betinense          |
| Vlag van Brazilië | Michael Alves | 7     | Nacional de Muriaé |